# Sergej Protopopov
Sergej Protopopov (5. července 1895 Valujki, Rusko – 13. července 1976 Banská Štiavnica, Československo) byl slovenský avantgardní fotograf a akademický malíř původem z Ruska.

## Životopis
Tvořil hlavně reportážní a dokumentární fotografie. Stál u zrodu fotografické reportáže na Slovensku. Publikoval v ilustrovaném tisku. V letech 1957-1967 byl metodikem pro fotografii a film v osvětových střediscích v Banské Bystrici. Později vedl filmové studio při Krajském osvětovém středisku v Banské Bystrici. Je nositelem mnohých ocenění a vyznamenání.

## Výstavy
- Neúprosné světlo. Sociální fotografie v meziválečném Československu. 14. září — 28. října 2012. Autoři: Karol Aufricht / Irena Blühová / Karel Hájek / Ján Halász / Tibor Honty / Josef Kubín / Ilja Jozef Marko / Sergej Protopopov / Oldřich Straka / Viliam Tóth / Josef Zeman, Galerie Leica, Praha.